# Лазарева, Татьяна Викторовна
Татьяна Викторовна Лазарева (укр. Тетяна Вікторівна Лазарева, 4 июля 1981, Дзержинск, Донецкая область, Украинская ССР) — украинская спортсменка, борец вольного стиля, многократный призёр чемпионатов мира, чемпионка Европы (2001, 2002), Заслуженный мастер спорта Украины. Участница Летних Олимпийских игр 2004 (8 место) и Олимпиады 2012 (4 место) годов.

## Биография
Родилась 4 июля 1981 года в Дзержинске, окончила Донецкий национальный медицинский университет имени М. Горького. По окончании института, уже профессионально занимаясь спортом, работала врачом-терапевтом в поликлинике в Макеевке.

## Спортивная карьера

### Олимпийские игры
| Соревнование                 | Сборная | Весовая категория | Место |
| ---------------------------- | ------- | ----------------- | ----- |
| Летние Олимпийские игры 2004 | Украина | до 55 кг          | 7     |
| Летние Олимпийские игры 2012 | Украина | до 55 кг          | 5     |

### Чемпионаты мира по борьбе
| Соревнование                  | Сборная | Весовая категория | Место   |
| ----------------------------- | ------- | ----------------- | ------- |
| Чемпионат мира по борьбе 1997 | Украина | 56 кг             | 7       |
| Чемпионат мира по борьбе 1998 | Украина | 56 кг             | 6       |
| Чемпионат мира по борьбе 1999 | Украина | 56кг              | 4       |
| Чемпионат мира по борьбе 2000 | Украина | 56 кг             | Серебро |
| Чемпионат мира по борьбе 2001 | Украина | 56 кг             | Бронза  |
| Чемпионат мира по борьбе 2002 | Украина | 55 кг             | 8       |
| Чемпионат мира по борьбе 2003 | Украина | 55 кг             | 7       |
| Чемпионат мира по борьбе 2007 | Украина | 55 кг             | 5       |
| Чемпионат мира по борьбе 2008 | Украина | 55 кг             | Серебро |
| Чемпионат мира по борьбе 2011 | Украина | 55 кг             | Бронза  |

### Чемпионаты Европы по борьбе
| Соревнование                    | Сборная | Весовая категория | Место   |
| ------------------------------- | ------- | ----------------- | ------- |
| Чемпионат Европы по борьбе 1997 | Украина | 56 кг             | 6       |
| Чемпионат Европы по борьбе 1998 | Украина | 56 кг             | 8       |
| Чемпионат Европы по борьбе 1999 | Украина | 56 кг             | Бронза  |
| Чемпионат Европы по борьбе 2000 | Украина | 56 кг             | 7       |
| Чемпионат Европы по борьбе 2001 | Украина | 56 кг             | Золото  |
| Чемпионат Европы по борьбе 2002 | Украина | 55 кг             | Золото  |
| Чемпионат Европы по борьбе 2003 | Украина | 55 кг             | 14      |
| Чемпионат Европы по борьбе 2004 | Украина | 55 кг             | Серебро |
| Чемпионат Европы по борьбе 2008 | Украина | 55 кг             | Бронза  |

### Кубок мира по борьбе
| Соревнование                      | Сборная | Весовая категория | Место   |
| --------------------------------- | ------- | ----------------- | ------- |
| Кубок мира по женской борьбе 2002 | Украина | 55 кг             | Серебро |

### Прочие соревнования
| Соревнование                                         | Сборная | Весовая категория | Место   |
| ---------------------------------------------------- | ------- | ----------------- | ------- |
| Олимпийский квалификационный турнир 2004             | Украина | 55 кг             | Бронза  |
| Турнир Александра Медведя 2011                       | Украина | 55 кг             | Бронза  |
| Киевский Международный турнир по вольной борьбе 2011 | Украина | 55 кг             | Золото  |
| Киевский Международный турнир по вольной борьбе 2013 | Украина | 51 кг             | Золото  |
| Золотой Гран-при по борьбе 2011                      | Украина | 55 кг             | 5       |
| Poland Open 2012                                     | Украина | 55 кг             | Бронза  |
| Austrian Ladies Open 2001                            | Канада  | 56 кг             | Бронза  |
| Austrian Ladies Open 2003                            | Канада  | 55 кг             | Серебро |
| Austrian Ladies Open 2004                            | Канада  | 55 кг             | Золото  |
| Austrian Ladies Open 2012                            | Канада  | 55 кг             | Золото  |

## Личная жизнь
Татьяна замужем за своим тренером Григорием Шепелевым, имеет двух сыновей — Александра и Андрея.